# Synidotea ritteri
Synidotea ritteri là một loài chân đều trong họ Idoteidae. Loài này được Richardson miêu tả khoa học năm 1904.